# Joe Luwi
Joe Luwi (18 luglio 1983) è un calciatore salomonese, attaccante del Western United e della Nazionale salomonese.

## Carriera
Ha esordito con la Nazionale salomonese nel 2011.